# Melaneremus laticeps
Melaneremus laticeps är en insektsart som först beskrevs av Heinrich Hugo Karny 1926.  Melaneremus laticeps ingår i släktet Melaneremus och familjen Gryllacrididae. Inga underarter finns listade i Catalogue of Life.